# Delta Cycling Rotterdam

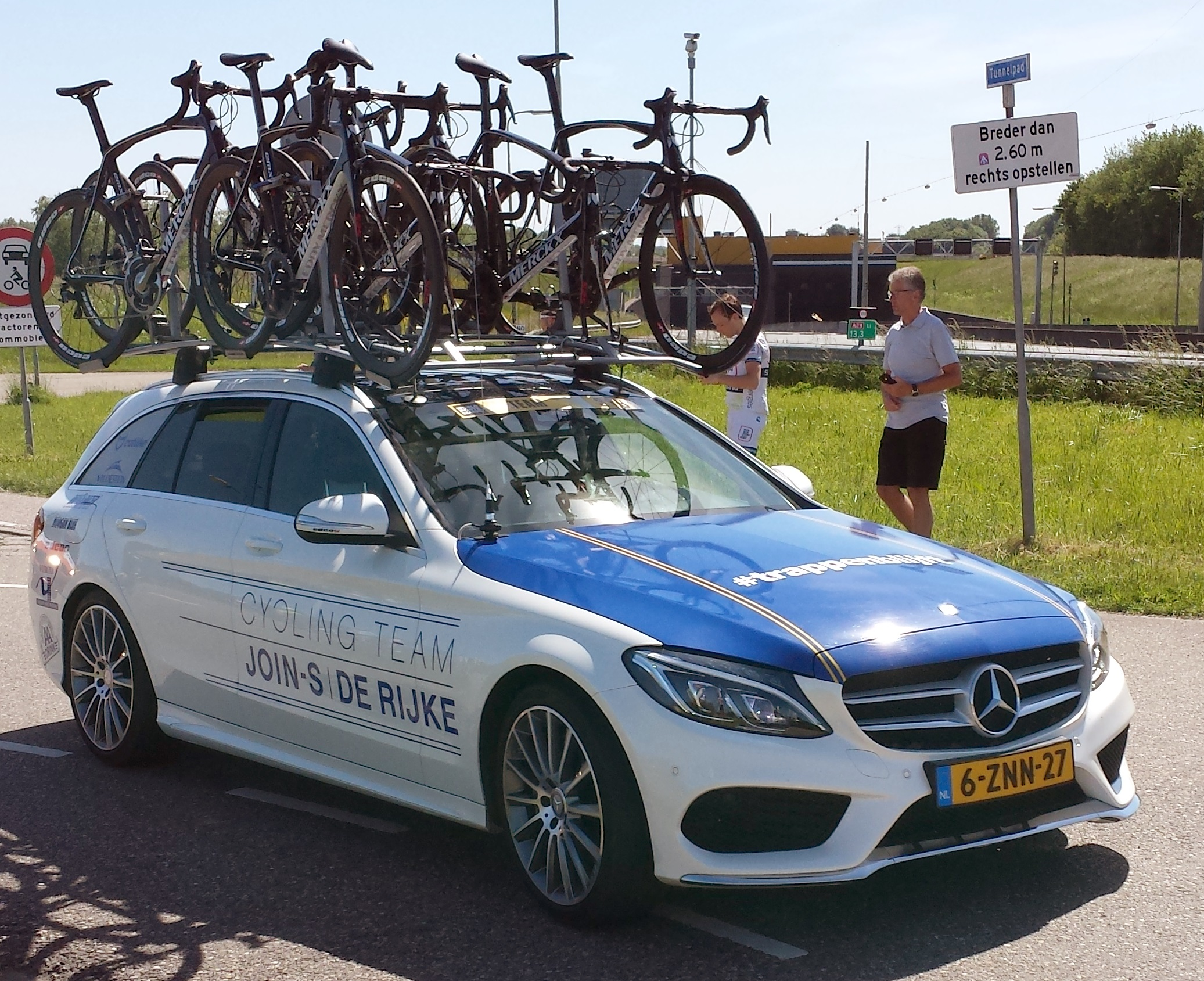
Cotxe de l'equip

El Delta Cycling Rotterdam (codi UCI: DCR) és un equip ciclista neerlandès professional en ruta, de categoria Continental. Creat el 1998 amb el nom de Van Vliet, el 2011 es canvià a De Rijke.

## Principals resultats
- PWZ Zuidenveld Tour: Angelo van Melis (2002)
- ZLM Tour: Angelo van Melis (2003)
- OZ Wielerweekend: Rick Flens (2003, 2005)
- Volta a Eslovàquia: Joost van Leijen (2007)
- Fletxa flamenca: Bram Schmitz (2008)
- Volta a Düren: Bram Schmitz (2008), Rikke Dijkxhoorn (2011), Dylan Groenewegen (2014)
- Ster van Zwolle: Bram Schmitz (2009)
- Tour de Normandia: Bram Schmitz (2009), Ronan van Zandbeek (2010)
- Arno Wallaard Memorial: Coen Vermeltfoort (2013)
- Volta a Holanda del Nord: Dylan Groenewegen (2013)
- Himmerland Rundt: Yoeri Havik (2013)
- Gran Premi del 1r de maig - Premi d'honor Vic de Bruyne: Coen Vermeltfoort (2013)
- Kernen Omloop Echt-Susteren: Dylan Groenewegen (2013), Daan Meijers (2016)
- Fletxa del port d'Anvers: Yoeri Havik (2014)
- Tour de Flandes sub-23: Dylan Groenewegen (2014)
- Olympia's Tour: Jetse Bol (2015)
- Gran Premi Marcel Kint: Jan-Willem van Schip (2016)
- Tour de Drenthe: Jan-Willem van Schip (2017)

### Grans Voltes
- Tour de França
  - 0 participacions

- Giro d'Itàlia
  - 0 participacions

- Volta a Espanya
  - 0 participacions

## Classificacions UCI

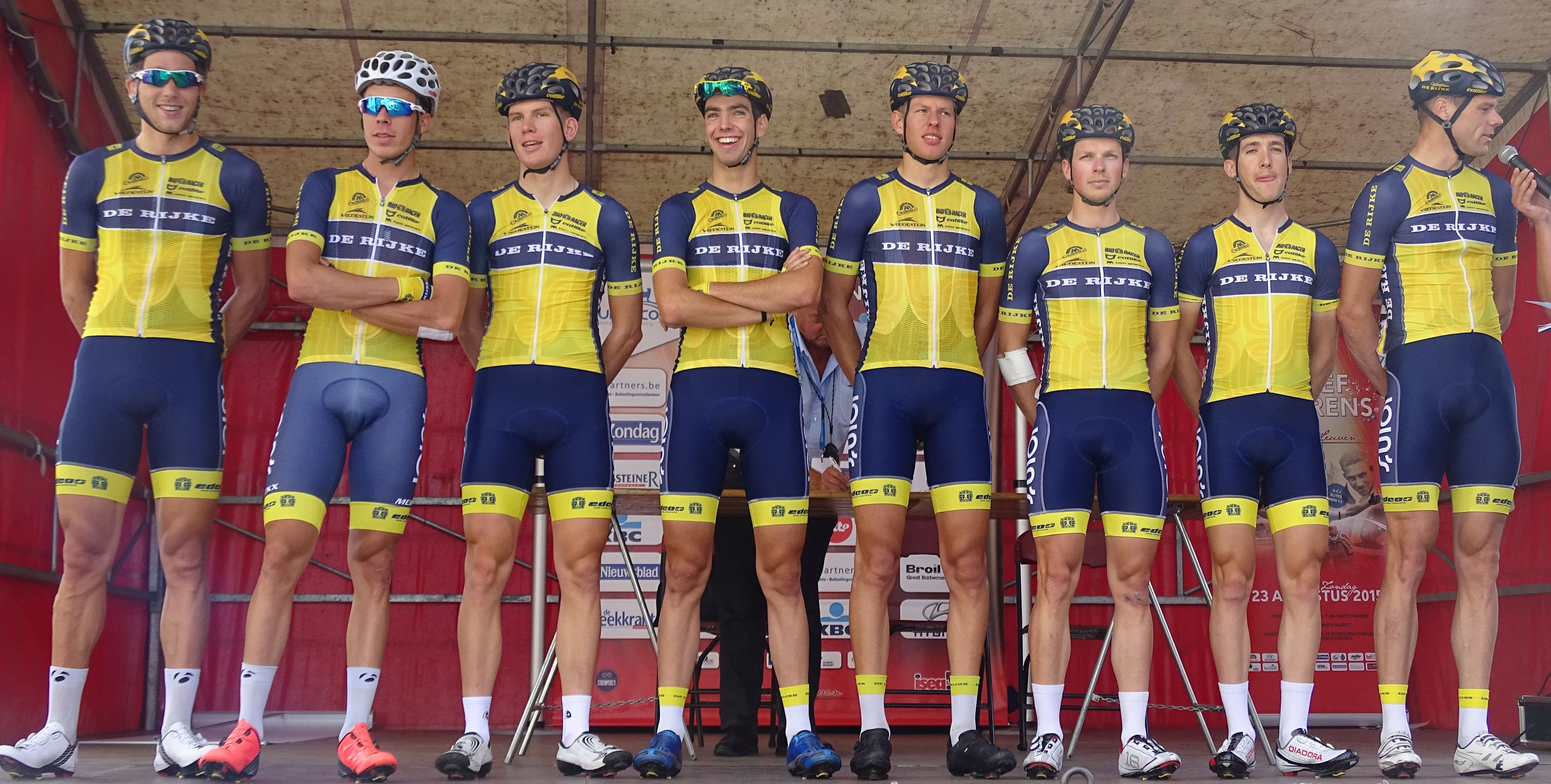
L'equip al 2015

Fins al 1998 els equips ciclistes es trobaven classificats dins l'UCI en una única categoria. El 1999 la classificació UCI per equips es dividí entre GSI, GSII i GSIII. D'acord amb aquesta classificació els Grups Esportius I són la primera categoria dels equips ciclistes professionals. La següent classificació estableix la posició de l'equip en finalitzar la temporada.
| Temporada | Classificació per equips | Millor ciclista en la classificació individual |
| --------- | ------------------------ | ---------------------------------------------- |
| 2003      | 39è (GSIII)              | Angelo van Melis (1190è)                       |
| 2004      | 57è (GSIII)              | Wilco Zuijderwijk (761è)                       |

A partir del 2005, l'equip participa en els Circuits continentals de ciclisme.
UCI Àfrica Tour
| Temporada | Classificació per equips | Millor ciclista en la classificació individual |
| --------- | ------------------------ | ---------------------------------------------- |
| 2008      | 19è                      | Roel Egelmeers (110è)                          |

UCI Àsia Tour
| Temporada | Classificació per equips | Millor ciclista en la classificació individual |
| --------- | ------------------------ | ---------------------------------------------- |
| 2008      | 22è                      | Joost Van Leijen (65è)                         |
| 2016      | 94è                      | Jan-Willem van Schip (621è)                    |

UCI Europa Tour
| Temporada | Classificació per equips | Millor ciclista en la classificació individual |
| --------- | ------------------------ | ---------------------------------------------- |
| 2005      | 61è                      | Sebastian Langeveld (235è)                     |
| 2006      | 83è                      | Thomas Berkhout (260è)                         |
| 2007      | 75è                      | Johnny Hoogerland (264è)                       |
| 2008      | 42è                      | Bram Schmitz (67è)                             |
| 2009      | 52è                      | Bram Schmitz (118è)                            |
| 2010      | 42è                      | Bram Schmitz (117è)                            |
| 2011      | 52è                      | Yoeri Havik (109è)                             |
| 2012      | 43è                      | Dylan Groenewegen (179è)                       |
| 2013      | 22è                      | Dylan Groenewegen (51è)                        |
| 2014      | 30è                      | Coen Vermeltfoort (60è)                        |
| 2015      | 48è                      | Coen Vermeltfoort (125è)                       |
| 2016      | 33è                      | Coen Vermeltfoort (621è)                       |
| 2017      | 55è                      | Jan-Willem van Schip (204è)                    |

UCI Oceania Tour
| Temporada | Classificació per equips | Millor ciclista en la classificació individual |
| --------- | ------------------------ | ---------------------------------------------- |
| 2008      | 4t                       | Joost Van Leijen (5è)                          |